# 比阿特麗斯 (加利福尼亞州優洛縣)
比阿特麗斯（英語：Beatrice）是位於美國加利福尼亞州優洛縣的一個非建制地區。該地的面積和人口皆未知。

## 地理
比阿特麗斯的座標為38°38′36″N 121°35′46″W / 38.64333°N 121.59611°W，而該地的平均海拔高度為8米（即26英尺）。